# Sydiva stoliczkae
Sydiva stoliczkae är en fjärilsart som beskrevs av Felder 1874. Sydiva stoliczkae ingår i släktet Sydiva och familjen nattflyn. Inga underarter finns listade i Catalogue of Life.